# سيتسوزو كوتسوجي
أبراهام سيتوزو كوتسوجي (باليابانية: 小辻 節三) (من مواليد 1899 في كيوتو - 31 أكتوبر 1973) كان مستشرقًا يابانيًا وأستاذًا في اللغة العبرية، وابنًا لكاهن شنتو ينحدر من سلسلة طويلة من قساوسة شنتو. لقد ساعد اللاجئين اليهود خلال الهولوكوست على الهروب من النازيين ورتب لهم البقاء في كوبه أولًا ثم في شانغهاي التي احتلتها اليابان. كما حارب الدعاية المعادية لليهود النازية. نشر الممثل الياباني يامادا جونداي كتابًا عن كيفية مساعدته لللاجئين اليهود ونشره في أبريل 2013 من قبل NHK Shuppan.
اعتنق اليهودية في عام 1959 بعد أن تحول إلى المسيحية من الشنتو في شبابه. وفي كتابه «من طوكيو إلى أورشليم» أوضح أنه لم يرض أبدًا عن اعتناقه المسيحية.
التقى لأول مرة مع اليهود أثناء عمله في شركة جنوب منشوريا للسكك الحديدية خلال الحرب العالمية الثانية.